# Half-Life 2: Lost Coast
Half-Life 2: Lost Coast (с англ. — «Затерянное побережье») — дополнительный уровень к компьютерной игре Half-Life 2 (2004), разработанный и выпущенный американской компанией Valve в 2005 году. Lost Coast был бесплатен для владельцев Half-Life 2 и распространялся через сервис цифровой дистрибуции Steam. Уровень был выпущен для демонстрации новых технических возможностей обновленного графического движка Source, прежде всего High Dynamic Range. Lost Coast также стал первой игрой Valve со встроенными комментариями разработчиков — в ряде точек уровня игрок может прослушать рассказ сотрудников Valve о его создании.

## Игровой процесс
Геймплей Lost Coast аналогичен Half-Life 2. В распоряжении игрока находится всё доступное оружие из Half-Life 2, включая гравитационную пушку. Как и в Half-Life 2, игрок управляет Гордоном Фрименом. Задача Фримена — пробиться в церковь, занятую силами Альянса, которые занимаются обстрелом близлежащего прибрежного города .

## Сюжет
Гордон Фримен приходит в сознание на берегу моря, неподалёку от прибрежного посёлка Святой Ольги. Его встречает старый рыбак, объясняющий, что Альянс захватил церковь на скале, возвышающейся над морем, установил там пусковую установку для капсул с хедкрабами и начал обстреливать посёлок. Игроку в роли Гордона предстоит подняться вверх и добраться до церкви, по пути сражаясь с солдатами и вертолётом Альянса, и уничтожить установку.

## История создания

### Дизайн уровня
Изначально Lost Coast задумывался частью главы «Шоссе 17» в Half-Life 2 (рабочим названием главы было «Coast», отсюда «Lost Coast»), однако её было решено вырезать из игры. Поэтому в Lost Coast раскрываются незначительные детали сюжета, убранные из Half-Life 2; в частности, рассказывается о пусковых установках для запуска капсул с хедкрабами. Каждая часть уровня была создана с определённой задумкой. Так, стоящая на уровне церковь была специально выполнена в архитектурном стиле православного храма, поскольку он «использует большое разнообразие материалов», а также «зачастую освещается естественным светом», с резкими переходами между светом и тенью — что делает локацию идеальной для демонстрации HDR-эффектов. Кроме того, по задумке Valve церковь должна была подчеркнуть контраст между человеческой архитектурой и футуристическими технологиями Альянса, расположенными внутри.
Обрыв, ведущий в церковь, воссоздавал аналогичную сцену из Half-Life (1998). Крутой подъём вынуждает игроков следить за угрозами сверху и снизу, что ломает привычный горизонтальный геймплей шутера. Двор перед церковью был задуман как зона, на которой игрок может отдохнуть после боя на обрыве; дальше по ходу прохождения он превращается в арену, на которой игрок должен обороняться от атак с нескольких направлений.

### HDR-рендеринг

Сравнение стандартной технологии рендеринга (справа) с HDR-рендерингом (слева) в движке Source

Целью разработки Lost Coast была демонстрация HDR-рендеринга, добавленного в игровой движок Source. Первую попытку реализовать HDR-рендеринг Valve предприняла в конце 2003 года. Эта реализация использовала альфа-канал текстур для хранения дополнительных данных, что позволило реализовать HDR с помощью простого пиксельного шейдера и сохранило поддержку мультисемплинга, однако сильно усложнило отрисовку полупрозрачных объектов и эффекта тумана; кроме того, этот подход сделал невозможным использование билинейной фильтрации, из-за чего текстуры начали отображаться с визуальными артефактами. Второй подход использовал две текстуры: одну обычную, вторую пересвеченную. Этот подход, однако, не позволял использовать мультисемплинг и удваивал требования к видеопамяти, что делало его неприменимым на практике. Третий подход, представленный на выставке E3 в 2005 году, использовал для хранения цветов числа с плавающей запятой вместо стандартных целых чисел, что позволило эффективно хранить расширенный диапазон цветов. Эта технология рендерила наиболее реалистичную картинку, однако была совместима только с картами Nvidia и тоже не позволяла использовать мультисемплинг. Итоговый четвёртый метод был смесью предыдущих двух: ограниченное использование пересвеченных дублирующих текстур и альтернативный метод рендера HDR для видеокарт ATI, дающий схожий результат.
В итоговую версию HDR-рендеринга было добавлено множество эффектов освещения, призванных сделать игру более реалистичной. Так, был добавлен bloom — размытое свечение на краях объектов, имитирующее передержку камеры на свету. Наряду с регулировкой экспозиции он используется для того, чтобы отражать на экране особенности восприятия глаза человека. Например, когда игрок переходит из тёмной области в хорошо освещённую, новая область поначалу отображается ослепительно яркой, однако быстро темнеет, имитируя приспособление глаз персонажа к свету. Новая технология кубических текстур позволила отрисовывать реалистичные отражения, зависящие от интенсивности источника света, а карты освещения позволили движку учитывать при рендере отражение света и глобальное освещение. Движок стал учитывать преломление света на поверхности различных объектов и в воде. Уровень Lost Coast создан с целью продемонстрировать все эти эффекты: море и пляж показывают новые эффекты воды, на белых стенах монастыря можно заметить эффект bloom, возле алтаря преломляется проходящий сквозь окрашенное стекло свет, а золотые урны и подсвечники используют кубические текстуры.
Поскольку Lost Coast задумывалась в качестве технологической демонстрации, у неё были очень высокие системные требования. Игру можно запустить на компьютере слабее рекомендуемой конфигурации, однако в этом случае в игре будут отключены некоторые ключевые функции, в том числе HDR-рендеринг. Если игра запущена на видеокарте, не совместимой с HDR, комментарии разработчиков незначительно поменяются, чтобы отразить этот факт. Так, в комментариях Гейба Ньюэлла будет по-разному описываться отображаемое на экране.

### Система аудиокомментариев
Кроме визуальных новшеств, в Lost Coast в тестовом режиме была представлена система комментариев Valve. При включении этой функции в игровом мире появляются новые объекты, выглядящие как комикс-облачко. Когда персонаж игрока дотрагивается до них, начинает звучать аудиокомментарий длиной от десяти секунд до минуты. Посредством аудиокомментариев разработчики рассказывают о том, что игрок видит на экране, чем было обусловлено то или иное решение, и с какими сложностями пришлось столкнуться разработчикам. По задумке Valve, заинтересованные игроки будут сначала проходить уровень без комментариев, после чего повторно проходить со включенными комментариями, чтобы узнавать больше о процессе разработки после каждого пройденного уровня. Система комментариев стала стандартом для всех последующих игр Valve.

### Выпуск
27 октября 2005 года Lost Coast стала доступна для бесплатной загрузки через Steam для всех владельцев Half-Life 2. 30 мая 2007 Valve объявила, что Lost Coast, на пару с Half-Life 2: Deathmatch, станет бесплатной для владельцев видеокарт ATI Radeon. Аналогично, в 2008 году владельцы видеокарт Nvidia бесплатно получили набор из Lost Coast, Half-Life 2: Deathmatch, Peggle Extreme и первых 11 уровней Portal.
16 ноября 2024 года игра перестала быть доступной в Steam, как отдельная игра.

## Критика
Lost Coast была положительно оценена критиками. Шаун Эллиот из 1UP.com похвалил графику, головоломки и искусственный интеллект противников, написав: «Valve взяла и упаковала в небольшой отрезок больше атмосферы, чем есть в большинстве шутеров, и точка». Система комментариев также была высоко оценена. Уровень пришёлся по вкусу и Найджелу Грэммеру из UGO: «было бы сложно не насладиться этим уровнем в его прекрасно отрисованном величии — сохраняющимся даже после того, как вы разбили все окна и забрызгали стены кровью солдат Альянса». Брэд Шумейкер из GameSpot отметил, что «текстур в Lost Coast стало заметно больше, и они куда детализированнее, чем в коробочном издании игры». Брэд понадеялся, что функции, представленные в Lost Coast, войдут в будущие игры Valve.
Отрицательной оценки удостоились длина уровня и игровой процесс. 1UP.com и UGO отмечали краткость уровня: Шаун Эллиот из 1UP.com назвал его «торопливой пробежкой через проливные заводи, достойные быть распечатанными на открытке, вверх вдоль обрыва и в церковь, превращённую в аванпост Альянса», а Найджел Грэммер из UGO отметил, что игровой процесс Lost Coast выглядит вторичным на фоне графической составляющей. Геймплей разочаровал и Брэда Шумейкера из GameSpot, который сравнил его с Half-Life 2 и нашёл слишком много сходств: «это определённо не то, что способно перевернуть мир».

### Комментарии разработчиков
1. ↑  «Виктор Антонов: Церкви представляют собой прекрасные драматические объекты. В них часто используется естественное освещение, с крайними степенями темноты и света, что делает их превосходным местом для демонстрации эффектов HDR. Готические церкви представляют собой спокойные монохромные пространства, которые представлены почти в каждом фильме ужасов или компьютерной игре. Православные церкви, напротив, окрашены во многие цвета и созданы из множества материалов. Нам хотелось, чтобы отражения HDR проявились на многообразии цветов и материалов.» — Valve, Half-Life 2: Lost Coast. PC (2005).
2. ↑  «Виктор Антонов: Мы также хотим обратить особое внимание на контраст элементов, например, объединение объектов древней человеческой архитектуры и футуристической архитектуры альянса. Монастырь идеально подошел для решения этих задач. Монастыри обычно изолированы, темны, они построены много веков назад. Они представляют собой великолепный контрастный фон для технологии Альянса.» — Valve, Half-Life 2: Lost Coast. PC (2005).
3. ↑  «Робин Уокер: Нам очень понравились крутые обрывы в Half-Life 1, но к сожалению мы не смогли развить эту идею в Half-Life 2. Вертикальное пространство позволяет вынуждать игрока реагировать на угрозы сверху и сбоку. Мы обнаружили, что игроки фокусируют свое внимание на том направлении, в котором они перемещаются, потому с помощью обрыва, заставив игрока взбираться на него, можно вынудить игрока посмотреть вверх и подготовиться к встрече с врагом. Если бы игрок двигался вдоль основания обрыва, он вряд ли обратил бы внимание на солдат, спускающихся сверху на тросах.» — Valve, Half-Life 2: Lost Coast. PC (2005).
4. ↑  «Робин Уолкер: Мы называем этот двор "ареной". Арены строятся для того, чтобы задержать игрока на некоторое время, обычно игрок вступает на них в бой или сталкивается с другими задачами. Часто на арене есть несколько точек проникновения для врагов, а также ворота в какой-либо форме, которые не позволяют игроку покинуть арену до тех пор, пока задача не будет выполнена. В данном случае враги появляются на арене только после того, как игрок решит головоломку и вызовет срабатывания сигнала тревоги. [...] Перерыв в боевых действия также представляет собой очень важную часть прохождения уровня. Он позволяет игроку восстановить силы и оглядеться по сторонам, переводя дух после боя на обрыве.» — Valve, Half-Life 2: Lost Coast. PC (2005).